# Älgtjärnen (Voxna socken, Hälsingland)
Älgtjärnen är en sjö i Ovanåkers kommun i Hälsingland och ingår i Ljusnans huvudavrinningsområde.